# Leon Bregman
Leon Bregman (ur. 29 listopada 1899 w Warszawie, zm. 1981 w Anglii) – magister praw, kapitan Wojska Polskiego, prezes Związku Żydów Uczestników Walk o Niepodległość Polski.

## Życiorys
Urodził się 29 listopada 1899 w Warszawie, w rodzinie Eliasza Ludwika i Reginy z Halpernów (1874–1942 Treblinka). Miał dwójkę rodzeństwa – Franciszkę (1901–1902) oraz Aleksandra. W 1915 jeden z założycieli Związku Młodzieży „Żagiew”. W 1916 wstąpił do POW, gdzie służył w stopniu podoficera do 1918 roku. Tworzył organizację Drużyn Skautowych im. płka Berka Joselewicza. Drużyny te miały na celu wychowanie młodzieży żydowskiej w duchu polskości. Za te działania aresztowany i od października 1917 do lutego 1918 więziony.
Po odzyskaniu przez Polskę niepodległości wstąpił 11 listopada 1918 do Wojska Polskiego. Przydzielony do 21 pułku piechoty, skąd został odkomenderowany do oddziału przybocznego Naczelnego Wodza. Brał udział w wojnie polsko-bolszewickiej w szeregach 5 pułku piechoty Legionów.
W 1924 był podporucznikiem rezerwy 67 pułku piechoty.
Po demobilizacji włączył się w pracę Związku Akademickiej Młodzieży „Zjednoczenie”. Z ramienia Związku zasiadał w warszawskiej Radzie Akademickiej. Absolwent Uniwersytetu Warszawskiego. W 1929 roku był jednym z założycieli Związku Żydów Uczestników Walk o Niepodległość Polski. Od 1932 roku piastował funkcję prezesa Związku.
Piastował liczne funkcje publiczne m.in. był członkiem Tymczasowej Rady Miejskiej m. Warszawy, Związku Miast Polskich. Z dniem 2 stycznia 1932 został awansowany do stopnia porucznika rezerwy piechoty i był przydzielony w rezerwie do 67 pułku piechoty. Posiadał wówczas 88 lokatę w swoim starszeństwie.
Po zakończeniu kampanii wrześniowej przedostał się do Anglii. Początkowo służył w I dywizjonie pociągów pancernych. 20 marca 1943 został przeniesiony do Centrum Wyszkolenia Piechoty i wyznaczony do Armii Polskiej na Wschodzie na stanowisko techniczne. Od 19 października 1943 roku służył w 2 Korpusie Polskim. 18 października 1946 roku przybył do Anglii – pełnił funkcję zastępcy Szefa Służby Materiałowej 2 KP, 10 lutego 1947 roku przeniesiony na stanowisko zastępcy Szefa Służby Materiałowej 3 DSK. Po wojnie mieszkał w Londynie.
Awansowany do stopnia kapitana rezerwy z dniem 1 stycznia 1945 roku.

## Życie prywatne
Żonaty z Bronisławą Halbernstein. Ślub odbył się 26 października 1921 roku.  Żona i córka były w AK i przeżyły wojnę. Syn – ppor. pilot Jerzy Józef służył m.in. w dywizjonie 300 i zginął w trakcie nalotu na Niemcy w nocy z 18 na 19 lipca 1944.

## Ordery i odznaczenia
- Krzyż Kawalerski Orderu Odrodzenia Polski[5]
- Krzyż Walecznych[5]
- Złoty Krzyż Zasługi[5]
- Medal Niepodległości[14][15]
- Medal Dziesięciolecia Odzyskanej Niepodległości
- Medal 10 Rocznicy Wojny Niepodległościowej[16]